# Sagaidac, Bârzula
Sagaidac, de asemenea și Sahaidac (în ucraineană Сагайдак, transliterat: Sahaidak) este un sat în comuna Ocna din raionul Bârzula, regiunea Odesa, Ucraina.

## Demografie
Componența lingvistică a localității Sagaidac
     Ucraineană (92,11%)
     Română (5,26%)
     Rusă (2,63%)
Conform recensământului din 2001, majoritatea populației localității Sagaidac era vorbitoare de ucraineană (92,11%), existând în minoritate și vorbitori de română (5,26%) și rusă (2,63%).